# 誇大
誇大（英文：英語：）指的是將某件事以誇張的方式重新製作或重新展現。誇大是冷處理的相反面。
與誇大相關的詞彙有：
- catastrophization（英语：catastrophization）
- 誇飾

誇大的情節可能包含：心理操縱、人格暗殺、認知扭曲等。

## 文獻
1. ↑  Aristotle, Ethics (Penguin 1976) p. 165.